# Villebon-sur-Yvette
Villebon-sur-Yvette é uma comuna francesa, situada a vinte quilômetros a sudoeste de Paris, no departamento de Essonne na região da Ilha de França. É a sede do Cantão de Villebon-sur-Yvette.
Vila agrícola, até o fim do século XIX, localizada na extremidade do vale de Chevreuse, Villebon-sur-Yvette tem conhecido desde o início do século XX uma urbanização de pousadas e depois de residências com a chegada da ferrovia, que é agora uma comuna residencial da Região Parisiense. Impulsionada pela presença em seu território de um parque de atividades de Courtabœuf, do Grand Dôme e da área comercial de Villebon 2, se tornou uma das comunas mais "ricas" do departamento.
Seus habitantes são chamados de Villebonnais.

## Toponímia
Villabona no século XII.
Em 1922 foi adicionada a referência ao rio para distinguir a comuna a partir de seu homônimo localizado em Eure-et-Loir.

## História

### As origens
Das escavações preventivas realizadas em Sablons, para a perfuração do túnel do TGV em 1984 foram descobertas quase trezentas peças, ferramentas e resíduos de grandes tamanhos, que datam do Paleolítico superior. Mais tarde, uma Villa-Bona galo-romana dará o seu nome a Villebon.
Uma lenda diz que em 451, santa Genoveva, depois de ter protegido a Paris do avanço dos Hunos parou para tomar uma bebida em uma fonte que leva seu nome no parque atual do castelo.
Em 745, o rei Pepino, o Breve doou o terreno de Palaiseau à abadia de Saint-Germain-des-Prés. Em 815, o censo estabeleceu uma população de duzentos e oitenta e três pessoas no território de Villebon. Em 992, uma batalha foi travada na planície entre La Plesse e Villefeu. Os beligerantes foram Bouchard, conde de Corbeil e vassalo de Hugo Capeto e Odão I de Blois, suportado por Ricardo I da Normandia. Villebon foi na fronteira do real domínio. Até 1056, a história de Villebon estava ligada a de Palaiseau. Para esta data, Fromand de Paris se tornou o primeiro senhor de Villebon. É seu filho, Aszo que primeiro tomou o nome de Villabona em 1092, e construiu uma fazenda fortificada no atual sítio do castelo de Villebon-sur-Yvette. Gautier de Villebon foi também senhor de Villabona, e Hugues, seu filho, pediu em seu testamento que, após a morte de seu pai, os monges mantivessem o dízimo e as sepulturas da aldeia (o senhores seculares tinham um direito sobre os cemitérios).

### Villebon, senhorio e castelo

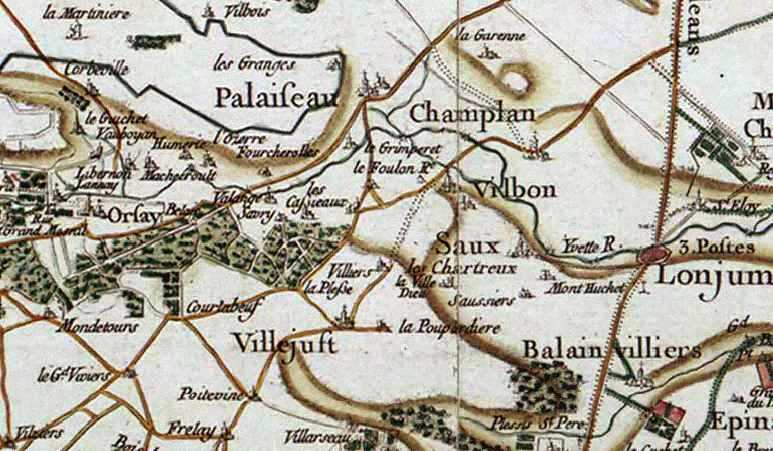
Mapa de "Vilbon," por Cassini.

Em 1474, o domínio de Villebon tornou-se propriedade da família de Thou. Em 1512, Augustin de Thou tinha construído no lugar da residência um pequeno castelo de estilo renascentista, que continua a ser hoje o pavilhão de Henrique IV. Em 1563, Nicolas de Thou, senhor de Villebon e bispo de Chartres, obteve do rei Carlos IX o estabelecimento de um mercado a cada quinta-feira e duas feiras, em 27 de setembro e 12 de novembro, dando assim a Villebon algum reconhecimento. Em 1587, construiu uma capela em Villebon, sob a invocação dos Santos Cosme e Damião.
Em 1611, um incêndio arruinou o castelo. Jacques-Auguste de Thou confiou a Louis Métezeau, arquiteto do rei Henrique IV sua reconstrução, que eles não foram capazes de concluir. O domínio foi então vendido pelo estado em 1626 para André I Potier de Novion, Presidente do Parlamento de Paris, que terminou a restauração do castelo. Seu filho, Nicolas Potier de Novion o estendeu por duas asas. Em 24 de maio de 1648, obteve a partir do arcebispo de Paris para elevar Villebon em paróquia, contra a compensação para o pastor de Palaiseau. É também, em 1648 , que foi construída a escadaria da rue Daubigny contando cento e sessenta e dois degraus para alcançar a butte Sainte-Catherine. Em 8 de julho de 1787 foi aberto o registro paroquial.
Em 16 de abril de 1789, a assembleia do Terceiro estado elaborou o Cahiers de Doléances. A 31 de janeiro de 1790 a população elege os membros do conselho geral da paróquia. Em 1793, o tribunal de apelações de Paris decidiu que o Yvette separe as duas comunas de Villebon e Palaiseau. Em 1806, a propriedade de Villebon voltou para o conde Alfred Félix de Montesquiou-Fezensac que construiu a presbitério e a orangerie do castelo.

### Tempos modernos
A área foi rapidamente vendido em 1832 para o barão Lourenço Antônio Isidoro Nivière, prefeito do município, que deixou por testamento de dez mil francos para distribuir os juros para famílias carentes. Seu filho, Louis, foi oferecido em 1855 , a terra que acolhe o novo cemitério. Eleito prefeito, por sua vez, ele concedeu quarenta e oito famílias de Villebon da assistência médica gratuita. Em 1846, Villebon fez a aquisição de uma bomba de incêndio. A 6 de setembro de 1857 foi inaugurada a escola municipal, atual conservatório de música. Em 1864 foi construído o Haras de Villebon e, em 1889, o sino da igreja foi abençoado pelo padre Émile Lapchin, pároco de Villebon.

### Geminação
Villebon-sur-Yvette tem desenvolvido associações de geminação com:
- Las Rozas de Madrid (Espanha); desde 22 de setembro de 1990, em espanhol Las Rozas de Madrid, localizada a 1 302 km[8].
- Liederbach am Taunus (Alemanha); desde setembro de 1985, em alemão Liederbach am Taunus, localizada a 632 quilômetros[9].
- Saldus (Letônia); desde 1994, em letão Saldus, localizada a 1 620 quilômetros[10].
- Whitnash (Reino Unido) , desde 1992, em inglês Whitnash, localizada a 670 km[11].

## Cultura e patrimônio

### Patrimônio ambiental
Villebon-sur-Yvette se beneficia de um ambiente natural preservado e melhorado. Duzentos e oitenta e seis hectares, ou 38% do território do município são áreas florestadas ou protegidas. Assim, encontramos o Parc de la Mairie, a Promenade de l’Yvette, o Minigolf de Villiers, uma vasta área florestal com o Bois des Gelles (dezesseis hectares) e de extensões de horta. O bois des Gelles tem sido identificado no título de espaços naturais sensíveis, pelo Conselho Geral de Essonne. Ela foi premiada com três flores no concurso das cidades e aldeias floridas. O GR 655, antigo caminho de peregrinação de Santiago de Compostela passa pela cidade, seguindo as margens do Yvette. 

### Patrimônio arquitetônico

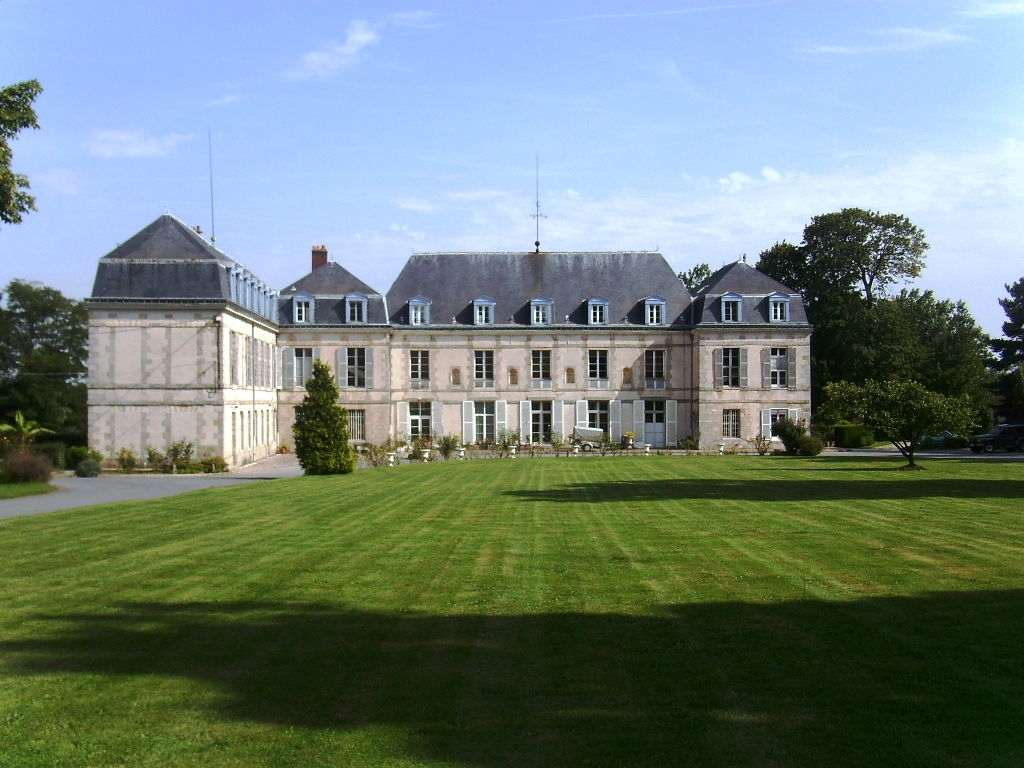
O Castelo de Villebon-sur-Yvette (século XV).

O Castelo de Villebon-sur-Yvette, em estilo renascentista foi construído no século XV. O lavadouro da aldeia de Villiers data de 1588 e foi restaurado em 1865. Várias pontes foram construídas no início do século XX para permitir a passagem da linha ferroviária, incluindo a ponte em dois níveis de rue Muller equipados com uma descarga e a ponte de sete metros,, caracterizada por sete de altura e largura da sua abóbada.

### Personalidades ligadas à comuna
- Jacques-Auguste de Thou (1553-1617), escritor e primeiro presidente do Parlamento de Paris, senhor de Villebon de 19 de dezembro de 1600 a 1617.
- Jacques Duclos, (1896-1975), político e resistente escondeu-se na aldeia de Villiers, a partir de 1941 a 1944.